# Staffordshire County Senior League
Staffordshire County Senior League är en engelsk fotbollsliga baserad i Staffordshire. Den grundades 2005 genom en sammanslagning av Midland League (före detta Staffordshire Senior League) och Staffordshire County League. Ligan har fyra divisioner och toppdivisionen Premier Division ligger på nivå 11 i det engelska ligasystemet. Ligan är en matarliga till North West Counties Football League.

## Mästare
| Säsong  | Premier Division  | Division One             |
| ------- | ----------------- | ------------------------ |
| 2005-06 | Hanley Town       | Stafford Rangers Stripes |
| 2006-07 | Wolstanton United | Congleton Vale           |
| 2007-08 | Wolstanton United | Stretton Eagles          |
| 2008-09 | Foley             | Manor Inne               |
| 2009-10 | Stratton Eagles   | Barton United            |
| 2010–11 | Ball Haye Green   | Audley                   |

### Webbkällor
Den här artikeln är helt eller delvis baserad på material från engelskspråkiga Wikipedia, Staffordshire County Senior League, 18 augusti 2015.